# سنت اوال
سنت اوال (به انگلیسی: St Eval) یک روستا و محله مدنی در بریتانیا است که در کورنوال واقع شده‌است. سنت اوال ۷۳۲ نفر جمعیت دارد.